# Феррейра Гуллар
Феррейра Гуллар, собственно Жозе Рибамар Феррейра (порт. Ferreira Gullar,  José Ribamar Ferreira; 10 сентября 1930, Сан-Луис, Бразилия — 4 декабря 2016, Рио-де-Жанейро, Бразилия) — бразильский писатель, поэт и переводчик, драматург, сценарист, журналист. С 2014 года и до своей смерти занимал кресло академика № 37 в Бразильской академии литературы.

## Биография
В 1951 приехал в Рио-де-Жанейро, работал как журналист. В псевдониме соединил фамилии отца и матери. В 1959 основал литературную группу нео-конкретистов.
Вступил в Коммунистическую партию (1964). После установления военной диктатуры в 1964-1985 жил в эмиграции (Чили, Аргентина, Перу), приезжал в СССР.

## Творчество
Помимо поэзии, автор прозы, эссе об искусстве и литературе, драм и сценариев, книг для детей. Переводил басни Лафонтена, пьесы Ростана, Жарри, обработал для сцены сказки книги Тысяча и одна ночь, роман Сервантеса «Дон Кихот».
В 2005 году награждён Литературной премией Машаду де Ассиса.

### Стихи
- Чуть выше земли/ Um pouco acima do chão (1949)
- A luta corporal (1954)
- Poemas (1958)
- João Boa-Morte, cabra marcado para morrer (1962)
- Quem matou Aparecida? (1962)
- A luta corporal e novos poemas (1966)
- História de um valente (1966, неподцензурное издание, под псевдонимом)
- Для вас, для меня/ Por você por mim (1968)
- Dentro da noite veloz (1975)
- Грязная поэма/ Poema sujo (1976)
- В головокружении дня/ Na vertigem do dia (1980)
- Crime na flora ou Ordem e progresso (1986)
- Barulhos (1987)
- Муравейник/ O formigueiro (1991)
- Множество голосов/ Muitas Vozes (1999)
- Um gato chamado gatinho (2005)
- Em Alguma Parte Alguma (2010)

### Эссе
- Teoria do não-objeto (1959)
- Cultura posta em questão (1965)
- Vanguarda e subdesenvolvimento (1969)
- Augusto do Anjos ou Vida e morte nordestina (1977)
- Tentativa de compreensão: arte concreta, arte neoconcreta — Uma contribuição brasileira (1977)
- Uma luz no chão (1978)
- Sobre arte (1983)
- Etapas da arte contemporânea: do cubismo à arte neoconcreta (1985)
- Indagações de hoje (1989)
- Argumentação contra a morte da arte (1993)
- O Grupo Frente e a reação neoconcreta (1998)
- Rembrandt (2002)
- Relâmpagos (2003)

### Автобиография
- Rabo de foguete — Os anos de exílio (1998)

## Признание
Премия Жабути (2000, 2007, 2011), премия принца Клауса (2002), премия Камоэнса (2010) и др. награды. Почётный доктор Федерального университета Рио-де-Жанейро. В 2002 выдвигался кандидатом на Нобелевскую премию по литературе. В 2009 крупнейший бразильский журнал Эпоха назвал Феррейру Гуллара среди 100 наиболее влиятельных бразильцев.
Стихи Феррейры Гуллара выходили книгами на английском, немецком, испанском языках.